# Agathangelos
Agathangelos (en armenio clásico: Ագաթանգեղոս Agatʿangełlos, en griego: Ἀγαθάγγελος "portador de buenas noticias"), adecuadamente así denominado, fue un historiador armenio y supuesto secretario del rey Tiridates III.

## Biografía
Agathangelos vivió en el siglo IV, y fue por medio de su obra Historia del Reino de Dertad, o Tiridates, y de la Predicación de San Gregorio, el Iluminador, que recibimos informaciones sobre la vida del primer apóstol de Armenia, Gregorio el Iluminador, que murió cerca del 332. Agathangelos pretendió presentar las acciones y los discursos de Gregorio. El texto de esta historia fue considerablemente alterado a lo largo de los años, pero siempre en favor de los armenios. Alfred von Gutschmid sustenta que el autor desconocido hizo uso de una auténtica vida de San Gregorio, también de una historia de mártires, como el de Santa Ripsime y sus compañeros. Los hechos históricos son mezclados con hechos legendarios o inciertos. Fue traducida en varias lenguas, y las traducciones griega y en latín son encontradas en la Acta Sanctorum Bollandistarum, tomo viii.